# Le Cavalier du Diable
Pour les articles homonymes, voir Les Contes de la crypte.
Série
La Reine des vampires
(1996)
Pour plus de détails, voir Fiche technique et Distribution.
Le Cavalier du diable (Tales From The Crypt Presents : Demon Knight) est un film américain réalisé par Ernest R. Dickerson, sorti en 1995. Il s'agit du premier long-métrage issu de la série horrifique Les Contes de la crypte suivi après de La Reine des vampires sortit après l'année suivante en 1996.
Poursuivi par un curieux personnage nommé « le collectionneur », Brayker se réfugie dans un hôtel perdu au milieu de nulle part, rejoignant d’autres personnalités plus ou moins originales. Dénoncé à la police par la concierge, il se fait arrêter avant de voir « le collectionneur » rentrer dans l’établissement. Une longue nuit d’horreur va se préparer pour Brayker et les clients de l’hôtel… 

## Synopsis
Après une violente altercation sur la route avec un personnage étrange, un homme, Brayker, tente de voler une voiture mais ne réussit qu’à se faire un peu plus poursuivre par la police. Sur les conseils d’un sympathique ivrogne (Oncle Willy), il se rend dans une ancienne église transformée en grand hôtel à l’architecture des plus inquiétante. À l’intérieur, des personnages qui vont devenir ses alliés : une prostituée au grand cœur, un blondinet branleur et fourbe, un facteur timide amoureux fou de ladite prostituée, une concierge qui s’étonne de tout et de rien, et une bonne venant d’être libérée de prison, qui en a largement assez de sa condition et de son travail. S’ajoute à cela un enfant apeuré, le shérif et son adjoint, arrivant dans l’hôtel avec « le collectionneur », être énigmatique poursuivant sans cesse Brayker. Un être qui pourrait passer comme pacifique s’il n'avait pas littéralement enfoncé son poing dans la tête du shérif.
Brayker détient une relique en forme de croix contenant un curieux liquide rouge. Du sang ? Oui, et pas n’importe lequel, puisque c’est celui du Christ, passant de main en main et se rechargeant du sang des Elus. Devenu Elu pendant la guerre 14-18, Brayker cherche un nouvel héritier. Mais dehors, « le collectionneur » répand son sang vert fluo pour créer une armée de goules voraces, aussi excitées que des Gremlins, aussi affamées que les zombies de Romero, et aussi cauchemardesques que les démons de Evil Dead.

## Fiche technique
- Titre français : Le Cavalier du Diable
- Titre original : Tales from the Crypt presents: Demon Knight
- Réalisation : Ernest R. Dickerson
- Scénario : Ethan Reiff, Cyrus Voris & Mark Bishop
- Musique : Ed Shearmur
- Photographie : Rick Bota
- Montage : Stephen Lovejoy
- Production : Gilbert Adler (en)
- Sociétés de production : Tales From The Crypt Holdings & Universal Pictures
- Société de distribution : Universal Pictures
- Pays :  États-Unis
- Langue : Anglais
- Format : Couleur - Dolby - DTS - DTS-Stéréo - 35 mm - 1.85:1
- Genre : Horreur, Fantastique, Comédie
- Durée : 92 min
- Budget : 12 000 000 $ US
- Recette : 21 088 568 $ US
- Date de sortie : 13 janvier 1995 (États-Unis)

## Distribution
- William Sadler (VF : Richard Darbois) : Frank Brayker
- Jada Pinkett Smith : Jeryline
- Billy Zane (VF : Jérôme Keen) : Le collectionneur
- CCH Pounder (VF : Maïk Darah) : Irene
- Thomas Haden Church (VF : Thierry Mercier) : Roach
- Dick Miller : Oncle Willy
- Brenda Bakke : Cordelia
- Charles Fleischer : Wally Enfield
- Gary Farmer : Le shérif adjoint Bob Martel
- John Schuck (VF : Jacques Richard) : Le shérif Tupper
- Ryan O'Donohue : Danny
- Sherrie Rose (en) : Wanda
- Tony Salome : Sirach
- Tim de Zarn : Homer
- Ken Baldwin : Dickerson
- Chasey Lain : Une fêtarde
- John Larroquette : Slasher (non crédité)
- John Kassir (VF : Roger Crouzet) : Le gardien de la crypte (voix)